# Kamik od oštra
Kamik od oštra je majhen nenaseljen otoček v Jadranskem morju. Pripada Hrvaški. Nahaja se v otočju Palagruža, približno 20 metrov vzhodno od obale Male Palagruže.
Površina otoka je 1220 m2, otok pa se dviga 19 m od morja.